# ゾルタン・サローシー
ゾルタン・サローシー（Zoltan Sarosy、ハンガリー語: Sárosy Zoltán、1906年8月23日 - 2017年6月19日）は、ハンガリー系カナダ人のチェスプレイヤー、スーパーセンテナリアン。

## 来歴
1906年8月23日、オーストリア・ハンガリー帝国ブダペストにて生誕。
ハンガリー各地のチェス大会に出場し、1929年ナジカニジャ、1932年ペーチ、1934年ブダペストで優勝している。第二次世界大戦中の1943年には、ハンガリー・マスター候補トーナメント（Hungarian Master Candidates Tournament）で優勝。
戦後は、西ドイツ難民キャンプを経て1948年にフランスに移住。1950年にはアルザス地方チャンピオンのHenri Sapinと引き分ける。
その後カナダのハリファックスを経てトロントに移民。この時、カナダ移住を拒否した最初の妻と離婚した後、エストニア系移民のHella Mällo (1930年生-1998年没）と再婚。
カナダでは、1967年・1972年・1981年の3度通信チェスのカナダ代表となった。
2006年にはカナダのチェス殿堂（Canadian Chess Hall of Fame）入りとなった。107歳の時点でも積極的にチェスをプレイしていた。
2016年8月23日に110歳の誕生日を迎えスーパーセンテナリアンとなった。この時点で、カナダの存命男性としては最長寿、男女含めて4番目の長寿であった。
2017年6月19日、トロントにて死去、享年110歳。